# Шаблони поведінки
Шаблони поведінки (англ. behavioral patterns) — шаблони проєктування, що пов'язані з алгоритмами та розподілом обов'язків поміж об'єктів. Мова в них йде не тільки про самі об'єкти та класи, але й про типові способи їхньої взаємодії. Шаблони поведінки характеризують складний потік керування, котрий досить важко прослідкувати під час виконання програми. Увага акцентована не на потоці керування, а на зв'язках між об'єктами.
У шаблонах поведінки рівня класу використовується успадкування — щоб розподілити поведінку поміж різних класів.
У шаблонах поведінки рівня об'єкта використовується композиція. Деякі з них описують, як за допомогою кооперації багато рівноправних об'єктів пораються із завданням, котре жодному з них поодинці не під силу. Тут важливо, як об'єкти отримують інформацію про існування один одного. Об'єкти-колеги можуть зберігати посилання один на одного, але це посилює ступінь зв'язаності системи. За максимального рівня зв'язаності кожному об'єкту довелось би мати інформацію про всі інші. Деякі з наведених шаблонів вирішують цю проблему.

## Перелік шаблонів поведінки
- Відвідувач (Visitor)
- Інтерпретатор (Interpreter)
- Ітератор (Iterator)
- Команда (Command)
- Ланцюг обов'язків (Chain of Responsibility)
- Посередник (Mediator)
- Точка входу (Front controller)
- Спостерігач (Observer)
- Стан (State)
- Стратегія (Strategy)
- Знімок (Memento)
- Шаблонний метод (Template Method)